# Instituto Nacional de Pesquisas Científicas
O Instituto Nacional de Pesquisas Científicas (INRS) é o ramo de pesquisa da Universidade do Quebec, que oferece apenas estudos de pós-graduação. O INRS realiza pesquisas em quatro grandes setores: água, terra e meio ambiente; energia, materiais e telecomunicações; saúde humana, animal e ambiental; e urbanização, cultura e sociedade.
O INRS possui instalações na cidade de Quebec, Montreal, Laval e Varennes. A legislação que a permite é uma lei que respeita as instituições de ensino a nível universitário.